# الدوري القطري 1970–71
إحصائيات دوري نجوم قطر في موسم 1970-71.

## نظرة عامة
فاز العروبة بالبطولة.